# Santiago Ixtaltepec
Santiago Ixtaltepec es una comunidad en el municipio de Asunción Ixtaltepec, en Oaxaca. Pertenece a la región del Istmo de Tehuantepec.

## Ubicación
La localidad de ubica en la zona noreste del municipio de Asunción Ixtaltepec, siguiendo la carretera transistmica, en el entronque de la localidad de El Mezquite, en las coordenadas 16°41′13.3″N 94°54′26.6″O / 16.687028, -94.907389.